# Iñigo Martínez
Iñigo Martínez Berridi (Ondarroa, 17 mei 1991) is een Spaanse voetballer die doorgaans als centrale verdediger speelt voor Al-Nassr. Hiervoor kwam hij uit voor Real Sociedad, Athletic Bilbao en FC Barcelona. Martínez debuteerde in 2013 in het Spaans voetbalelftal.

## Clubcarrière

### Real Sociedad
Martínez maakte zijn debuut in de Primera División op 27 augustus 2011. Hij maakte de 90 minuten vol in een met 1-2 gewonnen uitwedstrijd bij Sporting Gijón. Op 2 oktober 2011 maakte de centrumverdediger zijn eerste doelpunt voor de Basken: in de met 1-2 verloren thuiswedstrijd van Athletic Bilbao scoorde hij vanaf zijn eigen speelhelft. Op 1 juni 2013 won Real Sociedad op de laatste speeldag van het seizoen uit bij Deportivo la Coruña. Omdat Valencia CF uit verloor bij Sevilla FC, wipte Real Sociedad over Valencia CF naar de vierde plaats. Daardoor mocht Real Sociedad in het seizoen 2013/14 aan de voorrondes van de Champions League deelnemen.

### Athletic Bilbao
Op 30 januari 2018 tekende Martínez bij Athletic Bilbao voor €32 miljoen, een record destijds. Hij debuteerde op 4 februari in een 2-0 nederlaag tegen Girona. In oktober 2018 veroorzaakte hij twee strafschoppen in derby's. Martínez scoorde zijn eerste doelpunt voor Athletic op 20 juni 2020 tegen Betis.
In de finale van de Copa del Rey 2020 tegen zijn voormalige club Real Sociedad speelde Martínez een belangrijke rol. Hij veroorzaakte een strafschop en kreeg aanvankelijk een rode kaart, die na VAR-controle werd teruggebracht naar geel. Real Sociedad won met 1-0.
Martínez verliet Athletic Bilbao aan het einde van het seizoen 2022-23, na 177 wedstrijden gespeeld en acht doelpunten gescoord te hebben tijdens zijn dienstverband, ondanks blessureproblemen in zijn laatste jaar.

### FC Barcelona
Op 5 juli 2023 maakte FC Barcelona de komst van Martínez bekend. Hij tekende een contract tot medio 2025. Zijn vroege periode bij de club werd belemmerd door een voetblessure die kort na zijn aankomst een operatie vereiste. Dit vertraagde zijn registratie en maakte hem vijfde keus achter Ronald Araújo, Andreas Christensen, Eric García en Jules Koundé.
Martínez maakte zijn competitiedebuut op 3 september als invaller in een 2-1 uitoverwinning op Osasuna. Zijn eerste basisplaats volgde op 26 september in een 2-2 gelijkspel tegen Mallorca. Hij sloot zijn debuutseizoen af met 25 optredens in alle competities. Aan het begin van het seizoen 2024-25 werd Martínez een vaste basisspeler onder nieuwe coach Hansi Flick, na blessures van Araújo en Christensen. Hij scoorde zijn eerste doelpunt voor de club en in Europese competities op 1 oktober 2024, in een 5-0 overwinning tegen Young Boys in de Champions League groepsfase.

## Clubstatistieken
| Seizoen     | Club            | Competitie       | Competitie | Competitie | Beker | Beker | Internationaal | Internationaal | Totaal | Totaal |
| Seizoen     | Club            | Competitie       | Wed.       | Dlp.       | Wed.  | Dlp.  | Wed.           | Dlp.           | Wed.   | Dlp.   |
| ----------- | --------------- | ---------------- | ---------- | ---------- | ----- | ----- | -------------- | -------------- | ------ | ------ |
| 2011/12     | Real Sociedad   | Primera División | 26         | 3          | 2     | 0     | —              | —              | 28     | 3      |
| 2012/13     | Real Sociedad   | Primera División | 34         | 4          | 1     | 0     | —              | —              | 35     | 4      |
| 2013/14     | Real Sociedad   | Primera División | 35         | 2          | 6     | 0     | 7              | 0              | 48     | 2      |
| 2014/15     | Real Sociedad   | Primera División | 34         | 3          | 3     | 0     | 4              | 0              | 41     | 3      |
| 2015/16     | Real Sociedad   | Primera División | 30         | 1          | 1     | 0     | —              | —              | 31     | 1      |
| 2016/17     | Real Sociedad   | Primera División | 34         | 3          | 6     | 1     | —              | —              | 40     | 4      |
| 2017/18     | Real Sociedad   | Primera División | 12         | 1          | 1     | 0     | 3              | 0              | 16     | 1      |
| Club totaal | Club totaal     | Club totaal      | 205        | 17         | 20    | 1     | 14             | 0              | 239    | 18     |
| 2017/18     | Athletic Bilbao | Primera División | 16         | 0          | 0     | 0     | —              | —              | 16     | 0      |
| 2018/19     | Athletic Bilbao | Primera División | 33         | 0          | 2     | 0     | —              | —              | 35     | 0      |
| 2019/20     | Athletic Bilbao | Primera División | 33         | 1          | 8     | 0     | —              | —              | 41     | 1      |
| 2020/21     | Athletic Bilbao | Primera División | 28         | 1          | 3     | 1     | —              | —              | 31     | 2      |
| 2021/22     | Athletic Bilbao | Primera División | 27         | 3          | 5     | 1     | —              | —              | 32     | 4      |
| 2022/23     | Athletic Bilbao | Primera División | 15         | 1          | 3     | 0     | —              | —              | 18     | 1      |
| Club totaal | Club totaal     | Club totaal      | 152        | 6          | 21    | 2     | 0              | 0              | 173    | 8      |
| 2023/24     | FC Barcelona    | Primera División | 0          | 0          | 0     | 0     | 0              | 0              | 0      | 0      |
| 2024/25     | FC Barcelona    | Primera División | 0          | 0          | 0     | 0     | 0              | 0              | 0      | 0      |
| Club totaal | Club totaal     | Club totaal      | 0          | 0          | 0     | 0     | 0              | 0              | 0      | 0      |
| 2025/26     | Al-Nassr        | Saudi Pro League | 0          | 0          | 0     | 0     | 0              | 0              | 0      | 0      |
| Club totaal | Club totaal     | Club totaal      | 0          | 0          | 0     | 0     | 0              | 0              | 0      | 0      |

Bijgewerkt t/m 5 juli 2023.

## Interlandcarrière
Martínez nam met het Spaans olympisch voetbalelftal deel aan de Olympische Spelen in Londen. In Spanje –21 was hij een vaste waarde. Op 14 augustus 2013 maakte hij zijn debuut in het Spaans voetbalelftal in een vriendschappelijke interland tegen Ecuador, die met 0–2 werd gewonnen. In de 67e minuut verving de centrumverdediger Sergio Ramos.
| Interlands van Iñigo Martínez | Interlands van Iñigo Martínez | Interlands van Iñigo Martínez | Interlands van Iñigo Martínez | Interlands van Iñigo Martínez | Interlands van Iñigo Martínez | Interlands van Iñigo Martínez |
| №                             | Datum                         | Wedstrijd                     | Uitslag                       | Competitie                    | Goals                         | Assists                       |
| Als speler van Real Sociedad  | Als speler van Real Sociedad  | Als speler van Real Sociedad  | Als speler van Real Sociedad  | Als speler van Real Sociedad  | Als speler van Real Sociedad  | Als speler van Real Sociedad  |
| ----------------------------- | ----------------------------- | ----------------------------- | ----------------------------- | ----------------------------- | ----------------------------- | ----------------------------- |
| 1                             | 14 augustus 2013              | Ecuador – Spanje              | 0 – 2                         | Vriendschappelijk             | 0                             | 0                             |
| 2                             | 16 november 2013              | Equatoriaal-Guinea – Spanje   | 1 – 2                         | Vriendschappelijk             | 0                             | 0                             |

Bijgewerkt t/m 7 januari 2014.

## Erelijst
| Competitie            |            |            |
| Competitie            | Aantal     | Jaren      |
| Spanje –21            | Spanje –21 | Spanje –21 |
| --------------------- | ---------- | ---------- |
| Europees kampioen –21 | 1x         | 2013       |
| FC Barcelona          |            |            |
| Copa del Rey          | 1x         | 2024/25    |
| Supercopa de España   | 1x         | 2024/25    |
| Primera División      | 1x         | 2024/25    |